# Llista de rectors de la Universitat de Girona
El que segueix és la llista de rectors de la Universitat de Girona. Malgrat la creació del centre el 15 de gener de 1992, el càrrec de rector existeix oficialment des del 16 de març de 1994. Entre aquests dos anys, Josep Maria Nadal va ser president de la Comissió Gestora.

## Llista
Informació actualitzada per un bot. Els canvis manuals es perdran quan s'actualitzi!
| Número | Imatge | Nom                          | Inici del mandat | Fi del mandat | Dades a Wikidata              |
| ------ | ------ | ---------------------------- | ---------------- | ------------- | ----------------------------- |
| 1      |        | Josep Maria Nadal i Farreras | 16-03-1994       | 20-03-2002    | Modifica les dades a Wikidata |
| 2      |        | Joan Batlle Grabulosa        | 21-03-2002       | 15-12-2005    | Modifica les dades a Wikidata |
| 3      |        | Anna Maria Geli de Ciurana   | 16-12-2005       | 10-12-2013    | Modifica les dades a Wikidata |
| 4      |        | Sergi Bonet Marull           | 11-12-2013       | 21-12-2017    | Modifica les dades a Wikidata |
| 5      |        | Joaquim Salvi Mas            | 22-12-2017       |               | Modifica les dades a Wikidata |

## Història de les eleccions al rectorat de la UdG
A continuació es mostra un historial dels resultat en totes les eleccions dutes a terme per esdevenir rector/a de la universitat.
| VI Eleccions al rectorat de la UdG  |                                   |             |             |                |             | | |
| Data                                | Candidats                         | Vots reals  | %           | Vots ponderats | %           | Participació | Notes |
| 26 de novembre de 2021              | 1 candidat                        | 1 candidat  | 1 candidat  | 1 candidat     | 1 candidat  | Professors doctors: 77,4% Estudiants: 6,3% Professors no permanents: 19,8% PAS: 66,2% 12,5% Vots: 1.833/14.660               | Primeres eleccions amb vot electrònic. |
| 26 de novembre de 2021              | Joaquim Salvi                     | 1165        | 63,58%      | -              | -           | Professors doctors: 77,4% Estudiants: 6,3% Professors no permanents: 19,8% PAS: 66,2% 12,5% Vots: 1.833/14.660               | Primeres eleccions amb vot electrònic. |
| 26 de novembre de 2021              | Vot en blanc                      | 668         | 36,47%      | -              | -           | Professors doctors: 77,4% Estudiants: 6,3% Professors no permanents: 19,8% PAS: 66,2% 12,5% Vots: 1.833/14.660               | Primeres eleccions amb vot electrònic. |
| 26 de novembre de 2021              | Vot nul                           | -           | -           | -              | -           | Professors doctors: 77,4% Estudiants: 6,3% Professors no permanents: 19,8% PAS: 66,2% 12,5% Vots: 1.833/14.660               | Primeres eleccions amb vot electrònic. |
| 26 de novembre de 2021              | V Eleccions al rectorat de la UdG |             |             |                |             | | |
| Data                                | Candidats                         | Vots reals  | %           | Vots ponderats | %           | Participació | Notes |
| 30 de novembre de 2017              | 2 candidats                       | 2 candidats | 2 candidats | 2 candidats    | 2 candidats | Professors doctors: 94,81% Estudiants: 29,09% Professors no permanents: 51,75% PAS: 89,46% 35,52% Vots: 4.827/13.591         | - |
| 30 de novembre de 2017              | Joaquim Salvi                     | 2.478       | 55,57%      | 2.550,03       | 57,19%      | Professors doctors: 94,81% Estudiants: 29,09% Professors no permanents: 51,75% PAS: 89,46% 35,52% Vots: 4.827/13.591         | - |
| 30 de novembre de 2017              | Sergi Bonet                       | 1.981       | 44,43%      | 1.908,97       | 42,81%      | Professors doctors: 94,81% Estudiants: 29,09% Professors no permanents: 51,75% PAS: 89,46% 35,52% Vots: 4.827/13.591         | - |
| 30 de novembre de 2017              | Vot en blanc                      | 368         | -           | -              | -           | Professors doctors: 94,81% Estudiants: 29,09% Professors no permanents: 51,75% PAS: 89,46% 35,52% Vots: 4.827/13.591         | - |
| 30 de novembre de 2017              | Vot nul                           | -           | -           | -              | -           | Professors doctors: 94,81% Estudiants: 29,09% Professors no permanents: 51,75% PAS: 89,46% 35,52% Vots: 4.827/13.591         | - |
| IV Eleccions al rectorat de la UdG  |                                   |             |             |                |             | | |
| Data                                | Candidats                         | Vots reals  | %           | Vots ponderats | %           | Participació | Notes |
| 19 de novembre de 2013              | 2 candidats                       | 2 candidats | 2 candidats | 2 candidats    | 2 candidats | Funcionaris doctors: 89,30% Estudiants: 19,31% Personal docent no doctor: 36,36% PAS: 83,46% 25,56% Vots: 3.151/13.754       | La participació estudiantil (19,31%) va ser la més alta mai aconseguida en una universitat catalana.                                                                                  |
| 19 de novembre de 2013              | Sergi Bonet                       | 2.291       | 72,57%      | 2.215,22       | 70,17%      | Funcionaris doctors: 89,30% Estudiants: 19,31% Personal docent no doctor: 36,36% PAS: 83,46% 25,56% Vots: 3.151/13.754       | La participació estudiantil (19,31%) va ser la més alta mai aconseguida en una universitat catalana.                                                                                  |
| 19 de novembre de 2013              | Joaquim de Ciurana                | 866         | 27,43%      | 941,74         | 29,83%      | Funcionaris doctors: 89,30% Estudiants: 19,31% Personal docent no doctor: 36,36% PAS: 83,46% 25,56% Vots: 3.151/13.754       | La participació estudiantil (19,31%) va ser la més alta mai aconseguida en una universitat catalana.                                                                                  |
| 19 de novembre de 2013              | Vot en blanc                      | 286         | -           | -              | -           | Funcionaris doctors: 89,30% Estudiants: 19,31% Personal docent no doctor: 36,36% PAS: 83,46% 25,56% Vots: 3.151/13.754       | La participació estudiantil (19,31%) va ser la més alta mai aconseguida en una universitat catalana.                                                                                  |
| 19 de novembre de 2013              | Vot nul                           | 75          | -           | -              | -           | Funcionaris doctors: 89,30% Estudiants: 19,31% Personal docent no doctor: 36,36% PAS: 83,46% 25,56% Vots: 3.151/13.754       | La participació estudiantil (19,31%) va ser la més alta mai aconseguida en una universitat catalana.                                                                                  |
| III Eleccions al rectorat de la UdG |                                   |             |             |                |             | | |
| Data                                | Candidats                         | Vots reals  | %           | Vots ponderats | %           | Participació | Notes |
| 17 de novembre de 2009              | 2 candidats                       | 2 candidats | 2 candidats | 2 candidats    | 2 candidats | 21,38% Vots: 2.632/12.310 | El Consell d'estudiants va demanar el vot nul. El seu coordinador, Jordi Gasulla, va renunciar al seu càrrec en considerar les institucions universitàries "mancades de legitimitat". |
| 17 de novembre de 2009              | Anna Maria Geli                   | 746         | 51,24%      | 778,71         | 53,48%      | 21,38% Vots: 2.632/12.310 | El Consell d'estudiants va demanar el vot nul. El seu coordinador, Jordi Gasulla, va renunciar al seu càrrec en considerar les institucions universitàries "mancades de legitimitat". |
| 17 de novembre de 2009              | Manel Poch                        | 710         | 48,76%      | 677,29         | 46,52%      | 21,38% Vots: 2.632/12.310 | El Consell d'estudiants va demanar el vot nul. El seu coordinador, Jordi Gasulla, va renunciar al seu càrrec en considerar les institucions universitàries "mancades de legitimitat". |
| 17 de novembre de 2009              | Vot en blanc                      | 341         | -           | -              | -           | 21,38% Vots: 2.632/12.310 | El Consell d'estudiants va demanar el vot nul. El seu coordinador, Jordi Gasulla, va renunciar al seu càrrec en considerar les institucions universitàries "mancades de legitimitat". |
| 17 de novembre de 2009              | Vot nul                           | 835         | -           | -              | -           | 21,38% Vots: 2.632/12.310 | El Consell d'estudiants va demanar el vot nul. El seu coordinador, Jordi Gasulla, va renunciar al seu càrrec en considerar les institucions universitàries "mancades de legitimitat". |
| II Eleccions al rectorat de la UdG  |                                   |             |             |                |             | | |
| Data                                | Candidats                         | Vots reals  | %           | Vots ponderats | %           | Participació | Notes |
| Primera volta                       |                                   |             |             |                |             | | |
| 22 de novembre de 2005              | 4 candidats                       | 4 candidats | 4 candidats | 4 candidats    | 4 candidats | Funcionaris doctors: 92,2% Estudiants: 17,79% Personal docent no doctor: 58,66% PAS: 86,14% Total: 25,77% Vots: 3.022/11.726 | Va caldre una segona volta ja que cap dels candidats va obtenir més del 51% del vot ponderat.                                                                                         |
| 22 de novembre de 2005              | Sergi Bonet                       | 1.099       | 38,81%      | 1.019,03       | 35,98%      | Funcionaris doctors: 92,2% Estudiants: 17,79% Personal docent no doctor: 58,66% PAS: 86,14% Total: 25,77% Vots: 3.022/11.726 | Va caldre una segona volta ja que cap dels candidats va obtenir més del 51% del vot ponderat.                                                                                         |
| 22 de novembre de 2005              | Miquel Duran                      | 398         | 14,05%      | 426,82         | 15,07%      | Funcionaris doctors: 92,2% Estudiants: 17,79% Personal docent no doctor: 58,66% PAS: 86,14% Total: 25,77% Vots: 3.022/11.726 | Va caldre una segona volta ja que cap dels candidats va obtenir més del 51% del vot ponderat.                                                                                         |
| 22 de novembre de 2005              | Anna Maria Geli                   | 626         | 22,10%      | 707,30         | 24,07%      | Funcionaris doctors: 92,2% Estudiants: 17,79% Personal docent no doctor: 58,66% PAS: 86,14% Total: 25,77% Vots: 3.022/11.726 | Va caldre una segona volta ja que cap dels candidats va obtenir més del 51% del vot ponderat.                                                                                         |
| 22 de novembre de 2005              | Ramon Moreno-Amich                | 678         | 23,97%      | 678,92         | 23,97%      | Funcionaris doctors: 92,2% Estudiants: 17,79% Personal docent no doctor: 58,66% PAS: 86,14% Total: 25,77% Vots: 3.022/11.726 | Va caldre una segona volta ja que cap dels candidats va obtenir més del 51% del vot ponderat.                                                                                         |
| 22 de novembre de 2005              | Vot en blanc                      | ?           | -           | -              | -           | Funcionaris doctors: 92,2% Estudiants: 17,79% Personal docent no doctor: 58,66% PAS: 86,14% Total: 25,77% Vots: 3.022/11.726 | Va caldre una segona volta ja que cap dels candidats va obtenir més del 51% del vot ponderat.                                                                                         |
| 22 de novembre de 2005              | Vot nul                           | ?           | -           | -              | -           | Funcionaris doctors: 92,2% Estudiants: 17,79% Personal docent no doctor: 58,66% PAS: 86,14% Total: 25,77% Vots: 3.022/11.726 | Va caldre una segona volta ja que cap dels candidats va obtenir més del 51% del vot ponderat.                                                                                         |
| Segona volta                        |                                   |             |             |                |             | | |
| 29 de novembre de 2005              | 2 candidats                       | 2 candidats | 2 candidats | 2 candidats    | 2 candidats | Funcionaris doctors: 88,15% Estudiants: 17,88% Personal docent no doctor: 52,35% PAS: 80,35% Total: 25,15% Vots: 2950/11726  | Anna Maria Geli va esdevenir la primera rectora de la Universitat de Girona i la segona d'una universitat catalana, després d'Ester Giménez-Salinas, de la URL.                       |
| 29 de novembre de 2005              | Sergi Bonet                       | 1552        | 55,77%      | 1342,64        | 48,24%      | Funcionaris doctors: 88,15% Estudiants: 17,88% Personal docent no doctor: 52,35% PAS: 80,35% Total: 25,15% Vots: 2950/11726  | Anna Maria Geli va esdevenir la primera rectora de la Universitat de Girona i la segona d'una universitat catalana, després d'Ester Giménez-Salinas, de la URL.                       |
| 29 de novembre de 2005              | Anna Maria Geli                   | 1231        | 44,23%      | 1140,37        | 51,76%      | Funcionaris doctors: 88,15% Estudiants: 17,88% Personal docent no doctor: 52,35% PAS: 80,35% Total: 25,15% Vots: 2950/11726  | Anna Maria Geli va esdevenir la primera rectora de la Universitat de Girona i la segona d'una universitat catalana, després d'Ester Giménez-Salinas, de la URL.                       |
| 29 de novembre de 2005              | Vot en blanc                      | 151         | -           | -              | -           | Funcionaris doctors: 88,15% Estudiants: 17,88% Personal docent no doctor: 52,35% PAS: 80,35% Total: 25,15% Vots: 2950/11726  | Anna Maria Geli va esdevenir la primera rectora de la Universitat de Girona i la segona d'una universitat catalana, després d'Ester Giménez-Salinas, de la URL.                       |
| 29 de novembre de 2005              | Vot nul                           | 31          | -           | -              | -           | Funcionaris doctors: 88,15% Estudiants: 17,88% Personal docent no doctor: 52,35% PAS: 80,35% Total: 25,15% Vots: 2950/11726  | Anna Maria Geli va esdevenir la primera rectora de la Universitat de Girona i la segona d'una universitat catalana, després d'Ester Giménez-Salinas, de la URL.                       |
| I Eleccions al rectorat de la UdG   |                                   |             |             |                |             | | |
| Data                                | Candidats                         | Vots reals  | %           | Vots ponderats | %           | Participació | Notes |
| 5 de març de 2002                   | 2 candidats                       | 2 candidats | 2 candidats | 2 candidats    | 2 candidats | Funcionaris doctors: 89% Estudiants: 3,87% Personal docent no doctor: 51% PAS: 81,40%                                        | Estudiants assamblearis van promoure el boicot, la vaga i l'abstenció a les eleccions (els estudiants van tenir un 3,9% de participació).                                             |
| 5 de març de 2002                   | Sergi Bonet                       | 533         | 42,57%      | 617            | 49,32%      | Funcionaris doctors: 89% Estudiants: 3,87% Personal docent no doctor: 51% PAS: 81,40%                                        | Estudiants assamblearis van promoure el boicot, la vaga i l'abstenció a les eleccions (els estudiants van tenir un 3,9% de participació).                                             |
| 5 de març de 2002                   | Joan Batlle i Grabulosa           | 719         | 57,34%      | 634            | 50,68%      | Funcionaris doctors: 89% Estudiants: 3,87% Personal docent no doctor: 51% PAS: 81,40%                                        | Estudiants assamblearis van promoure el boicot, la vaga i l'abstenció a les eleccions (els estudiants van tenir un 3,9% de participació).                                             |
| 5 de març de 2002                   | Vot en blanc                      | ?           | -           | -              | -           | Funcionaris doctors: 89% Estudiants: 3,87% Personal docent no doctor: 51% PAS: 81,40%                                        | Estudiants assamblearis van promoure el boicot, la vaga i l'abstenció a les eleccions (els estudiants van tenir un 3,9% de participació).                                             |
| 5 de març de 2002                   | Vot nul                           | ?           | -           | -              | -           | Funcionaris doctors: 89% Estudiants: 3,87% Personal docent no doctor: 51% PAS: 81,40%                                        | Estudiants assamblearis van promoure el boicot, la vaga i l'abstenció a les eleccions (els estudiants van tenir un 3,9% de participació).                                             |

1. 1 2  Aquest sistema dona més valor als vots del personal qualificat que als estudiants. Per exemple, en les eleccions de 2009 els 389 doctors de la UdG tenien el 51% dels vots, mentre que els 10.156 estudiants en tenien el 23%.